# Синтез (волейбольный клуб, Курган)
Синтез — бывший мужской волейбольный клуб из города Курган. Участник Высшей лиги «Б» 2003/2004. Наивысшим результатом является 5-е место в Высшей лиге «Б». Ликвидирован в 2007 году.

## Названия
1978—1991 — «Зауралец»
1991—1999 — «Динамо-Зауралье»
1999—2005 — «Синтез»

## История
История зауральского волейбола берет свое начало в середине 30-х годов. Именно в эти годы стали появляться в городе Кургане первые открытые волейбольные площадки, на которых играли неорганизованные команды. Первый официальный чемпионат города Кургана, тогда еще не областного центра, был проведен энтузиастами волейбола в 1938 году с участием трех мужских команд: «Динамо», «Спартак», «Локомотив». «Локомотив» стал первым чемпионом города.
В 1957 году в комплексной ДСШ № 1 открылось отделение волейбола, а в 1961 году открывается игровая ДСШ № 2, которую возглавил участник Великой Отечественной войны, выпускник Омского государственного института физкультуры Виктор Владимирович Власов.
В 70-х годах лидерами мужского волейбола
в области становятся команды завода колесных тягачей (тренер — С. Е. Гончаров) и машиностроительного завода (играющий тренер — В. В. Кашинцев).
В 1978 году сформированная на базе этих коллективов сборная команда области становится серебряным призером зоны Урала, проиграв лишь свердловскому «Уралэнергомашу», а затем в финале первенства РСФСР в Волгограде занимает призовое место и выходит в класс «А» России. В этом сезоне команда Курганского машиностроительного завода «Зауралец» пополнилась мастером спорта В. Устименко из Алма — Атинского «Дорожника», а также К. Розенбергом, А. Пушкиным, М. Гребенщиковым и под руководством В. В. Кашинцева заняла 10 место из 12 команд класса «А» РСФСР. В составе команды выступали также Ю. Егоров, В. Павлюкевич, В. Макаров, Г. Таранников, Н. Рыбин, А. Соболев.
Лучшими в биографии команды «Зауралец» были спортивные сезоны 1983-87 гг., когда команда занимала в России 5-е, 4-е, а в 1986 году — заняла 2-е место и участвовала в российской переигровке за выход в I лигу СССР. В эти сезоны команду усилили С. Пасс, С. Руденко, А. Соколов, О. Шариков, А. Бондарев, А. Семенов, А. Садов, Е. Екимов, И. Акифьев, В. Швабауэр.
В 90-х — начале 2000-х годов мужская команда Кургана выступала под названиями «Динамо-Зауралье» и «Синтез» под руководством С. Р. Пасса (играющего тренера), В. В. Кашинцева, Ю. А. Егорова в высшей лиге «Б» российского волейбола и по праву считалась одной из лучших команд западно-сибирской зоны, участвовала в переходном турнире за право участия в соревнованиях высшей лиги «А».

## Достижения

### РСФСР
- Первенство РСФСР по волейболу: 2 место (1978 год), 5-е место (1984, 1985, 1986, 1987)

### Россия
- Высшая лига «Б» 2003/2004: 5-е место
- Высшая лига «Б» 2004/2005: 5-е место